# Gennadij Matveev
Gennadij Michajlovič Matveev (in russo Геннадий Михайлович Матвеев?; Rostov sul Don, 22 agosto 1937 – 15 gennaio 2014) è stato un allenatore di calcio e calciatore sovietico dal 1991 russo, di ruolo attaccante.

## Carriera

### Club
Durante la sua carriera ha trascorso 9 anni nello SKA Rostov-sul-Don.

### Nazionale
Conta 6 presenze e 2 reti con la Nazionale sovietica.